# Venezia, la luna e tu
Venezia, la luna e tu is een Italiaanse film van Dino Risi die werd uitgebracht in 1958.

## Samenvatting
Bepi is een frivole Venetiaanse gondelier die verloofd is met de mooie Nina. Hij neemt het echter niet zo nauw met de regels van de liefde want hij valt ook voor exotische vrouwen. Wanneer Bepi nu ook nog twee Amerikaanse toeristes tegelijk het hof maakt is het geduld van de jaloerse Nina op en ze maakt het uit met Bepi. Ze heeft haar zinnen gezet op de verlegen Toni die haar sinds lang aanbidt. Toni is veel rijker en bezit een motorboot.

## Rolverdeling
| Acteur           | Personage                      |
| ---------------- | ------------------------------ |
| Alberto Sordi    | Bepi                           |
| Marisa Allasio   | Nina                           |
| Ingeborg Schöner | Nathalie                       |
| Nino Manfredi    | Toni                           |
| Niki Dantine     | Janet                          |
| Riccardo Garrone | Don Fulgenzio                  |
| Giulio Tomei     | grootvader                     |
| Luciano Marcelli | Gino                           |
| Anna Campori     | Elvira, pensionhoudster        |
| Ernesto Boni     | vader van Bepi                 |
| Dina De Santis   | Gina                           |
| Lilly Mantovani  | Anna                           |
| Trude Marchetti  | mevrouw Clara, moeder van Nina |
| Giuliano Gemma   | Brando                         |